# Militärjustiz (Schweiz)

Die Militärjustiz ist die militärische Strafverfolgungs- und Gerichtsbehörde der Schweiz. Sie beurteilt die der Militärstrafgerichtsbarkeit unterworfenen strafbaren Handlungen nach Militärstrafrecht (insbesondere Militärstrafgesetz vom 13. Juni 1927). Ihre Unabhängigkeit ist gewährleistet (Art. 1 Militärstrafprozess vom 23. März 1979).

## Aufgaben

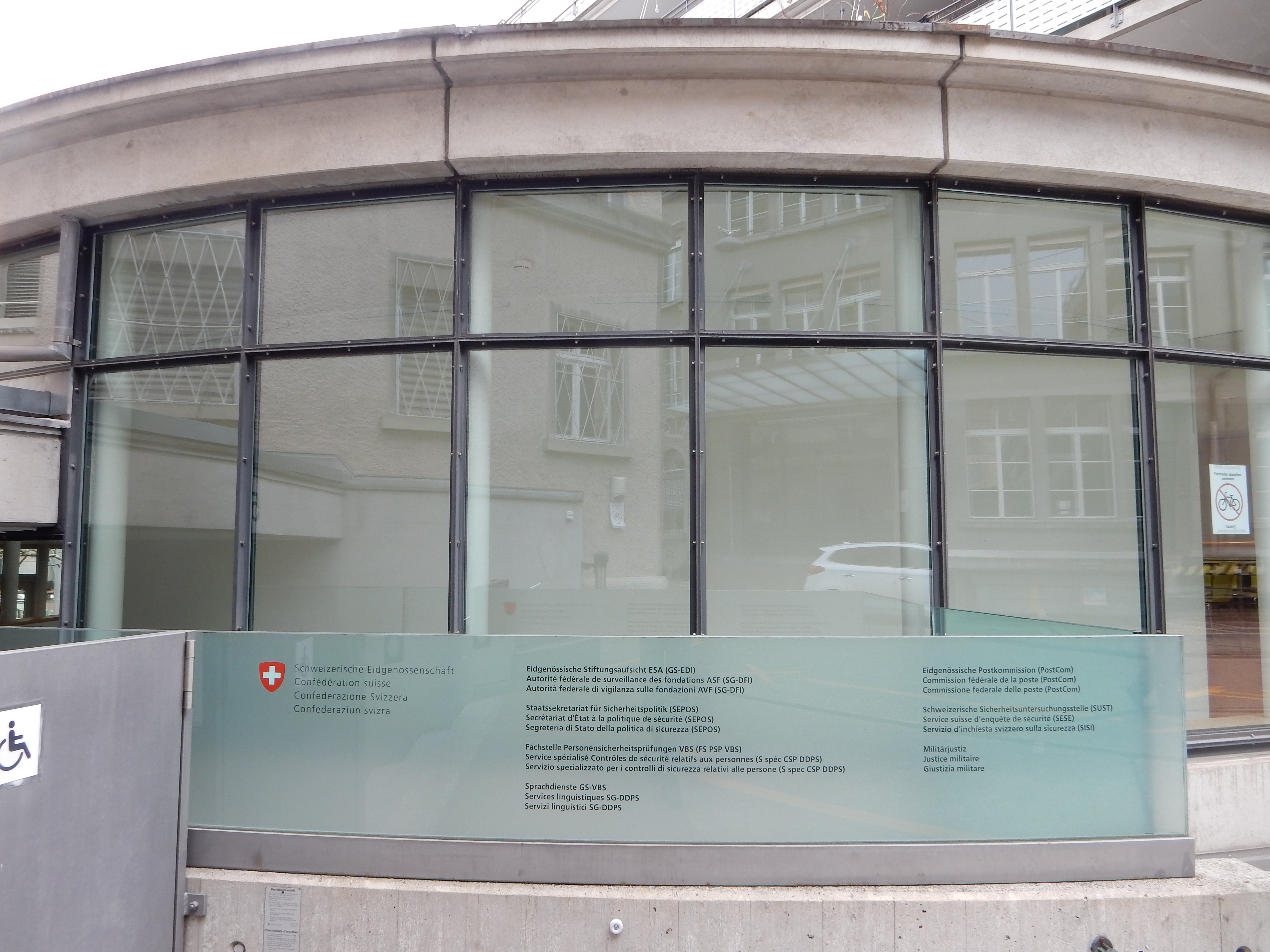
Eingang zu Büros der Militärjustiz in Bern, Monbijoustrasse 51A (2024)

Die Militärjustiz führt Strafverfahren durch, wenn es sich um deliktisches Verhalten von Angehörigen der Armee während des Militärdienstes handelt, also auch des militärischen Berufspersonals.
In seine Kompetenz fällt auch die Beurteilung des Verhaltens von Angehörigen des Grenzwachtkorps und des uniformierten Personals der Militärbetriebe während der Berufsausübung.
Des Weiteren erstreckt sich der Zuständigkeitsbereich der Militärjustiz insbesondere auf Dienstpflichtige ausserhalb des Dienstes in Bezug auf ihre militärische Stellung und ihre dienstlichen Pflichten (z. B. Schiesspflicht) sowie Stellungspflichtige mit Bezug auf ihre Stellungspflicht (Artikel 3 Absatz 1 Ziffern 4 und 5 MStG).
Weiter führt die Militärjustiz Verfahren gegen Zivilpersonen u. a.
- wegen Verletzung militärischer Geheimnisse,
- Leistens von fremdem Militärdienst, sowie
- Verstössen gegen das humanitäre Kriegsvölkerrecht (Genfer Konventionen) im In- und Ausland.

Die dem Militärstrafrecht unterstehenden Personen sind ferner der Militärgerichtsbarkeit unterworfen, wenn sie bei einer militärischen Übung, bei einer dienstlichen Verrichtung der Truppe oder im Zusammenhang mit einer im MStG vorgesehenen strafbaren Handlung eine Widerhandlung gegen die Gesetzgebung des Bundes über den Strassenverkehr begehen. Die Strafbestimmungen des zivilen Rechts (insbesondere SVG, VRV) sind anwendbar; abweichende Bestimmungen namentlich der Verordnung über den militärischen Strassenverkehr vom 11. Februar 2004 (VMSV; SR 510.710) bleiben vorbehalten (Art. 64 VMSV). In leichten Fällen erfolgt disziplinarische Bestrafung (Art. 218 Abs. 3 MStG).
Widerhandlungen gegen das Bundesgesetz vom 3. Oktober 1951 über die Betäubungsmittel und die psychotropen Stoffe (Betäubungsmittelgesetz, BetmG) werden kaum von der Militärjustiz beurteilt: Leichte Fälle sind vom Truppenkommandanten disziplinarisch zu bestrafen; schwere Fälle bleiben ausserhalb der Militärgerichtsbarkeit und werden somit von den zivilen Strafbehörden verfolgt (Art. 218 Abs. 4 MStG).
Ist jemand mehrerer strafbarer Handlungen beschuldigt, die teils der militärischen, teils der zivilen Gerichtsbarkeit unterstehen, so kann der Oberauditor deren ausschliessliche Beurteilung dem militärischen oder dem zivilen Gericht übertragen (Art. 221 MStG, Art. 46 Abs. 2 MStV). Diese Übertragung der Gerichtsbarkeit dient namentlich der Vermeidung von Zusatzstrafen.
Rechtskräftige Urteile beziehungsweise Strafmandate der Militärjustiz werden – wie solche der zivilen Strafbehörden – gegebenenfalls ins Strafregister eingetragen (Art. 3 Abs. 1 der Verordnung vom 29. September 2006 über das Strafregister).

## Organisation
Die Vorschriften zur Organisation und zum Verfahren der Militärjustiz sind zum Grossteil im Militärstrafprozess (MStP) enthalten.
Die Militärjustiz besteht aus sieben Gerichten:
- drei Militärgerichte mit insgesamt acht Abteilungen als erste Instanz (bis 2017 acht selbständige Gerichte)
  - Militärgericht 1 (französischsprachig, Tribunal militaire 1) mit drei Abteilungen
  - Militärgericht 2 (deutschsprachig) mit vier Abteilungen
  - Militärgericht 3 (italienischsprachig, Tribunale militare 3) mit einer Abteilung
- drei Militärappellationsgerichte mit je einem Ausschuss als zweite Instanz
  - Militärappellationsgericht 1 (französischsprachig, Tribunal militaire d’appel 1)
  - Militärappellationsgericht 2 (deutschsprachig)
  - Militärappellationsgericht 3 (italienischsprachig, Tribunale militare d’appello 3)
- Militärkassationsgericht (MKG; Tribunal militaire de cassation bzw. Tribunale militare di cassazione, TMC) als dritte und letzte (innerstaatliche) Rechtsmittelinstanz

Die Mitglieder des Militärkassationsgerichts werden durch die Vereinigte Bundesversammlung gewählt (Art. 14 MStP); die Wahlen werden durch die Gerichtskommission der Vereinigten Bundesversammlung vorbereitet (Art. 40a ParlG). Die übrigen Richter werden durch den Bundesrat gewählt (Art. 7 und Art. 11 MStP). Die Amtsdauer beträgt für alle Richter vier Jahre.
Die Zuordnung von Truppenverbänden zu Militärgerichten gewährleistet, dass über Angehörige der Armee von einem Gericht ihrer Muttersprache geurteilt wird, was in der zivilen Strafjustiz nicht gewährleistet ist, wenn der Tatort in einem anderssprachigen Landesteil liegt.
Die Aufsicht über die Militärjustiz wird durch das Oberauditorat der Armee sichergestellt. Der Oberauditor bekleidet den Grad eines Brigadiers (Art. 17 Abs. 2 MStP).
Einheitskommandanten, welche im Rahmen der Disziplinarstrafordnung Disziplinarstrafen aussprechen können, gehören nicht zur Militärjustiz.
Jedem Militärgericht erster Instanz sind eine bestimmte Anzahl folgender Funktionen zugeteilt:
- Gerichtspräsidenten (Oberst oder Oberstleutnant; Art. 8 Abs. 1 MStP), wovon einer als Präsident I,
- Richter bzw. Ersatzrichter (Offiziere und Unteroffiziere bzw. Soldaten; Art. 8 Abs. 2 MStP),
- Gerichtsschreiber (Fachoffizier) und
- Gerichtsweibel (Soldat).

Die Auditoren (militärische Staatsanwälte; Aud; Oberstleutnant, Major oder Fachoffizier) und Untersuchungsrichter (UR; Major, Hauptmann oder Fachoffizier; samt Anwärtern) sind unabhängig von den Gerichten in je drei eigenständigen Untersuchungsrichter- und Auditorenregionen organisiert.
Die Angehörigen des Militärgerichts leisten im Rahmen der Militärjustiz ihre Wehrpflicht ab; es handelt sich um eine Ausprägung des Milizsystems in der Schweiz. Angehörige mit Mannschaftsgrad, Unteroffiziere, Subalternoffiziere, Hauptleute gelten als Spezialisten im Sinne von Artikel 13 Absatz 1 Buchstabe g MG.
Als Angehörige der Militärjustiz können Angehörige der Armee eingeteilt werden, die ein juristisches Studium mit einem Lizentiat oder Master einer schweizerischen Hochschule abgeschlossen haben oder über ein kantonales Anwaltspatent verfügen. Ausnahmsweise können auch andere AdA eingeteilt werden, wenn sie über hinreichende juristische Kenntnisse verfügen und eine entsprechende zivile Tätigkeit ausüben (Art. 2 Abs. 1 f., 3 MStP).
Präsidenten, Richter und Ersatzrichter der Militärgerichte und der Militärappellationsgerichte werden vom Bundesrat gewählt (Art. 7 Abs. 1, 11 Abs. 1 MStP). Für die entsprechenden Angehörigen des Militärkassationsgerichts amtet die Vereinigte Bundesversammlung als Wahlgremium (Art. 14 Abs. 1 MStP). Die übrigen Angehörigen der Militärjustiz werden vom Bundesrat bezeichnet (Art. 2 Abs. 4, 3 MStP).
Angehörige der Militärjustiz, welche ihren Pflichten nicht genügen, können von Amtes wegen zurück zur Truppe versetzt werden. Eine Umteilung zurück zur Truppe kann auch auf Antrag hin erfolgen.
Gemäss Art. 127 Abs. 1 MStP muss der Angeklagte in der Hauptverhandlung einen Verteidiger haben; im zivilen Strafprozessrecht ist dies nicht immer der Fall. In der Voruntersuchung bzw. der vorläufigen Beweisaufnahme ist die Verteidigung zulässig, jedoch nur in bestimmten Fällen zwingend (Art. 43 f. MStV). Als Verteidiger können jegliche Schweizerbürger auftreten, die über ein kantonales Anwaltspatent verfügen und im Anwaltsregister eingetragen sind (Art. 99 Abs. 1 MStP). Besondere Militäranwälte gibt es nicht; die Militärgerichte erstellen jedoch regelmässig eine Liste der amtlichen Verteidiger (Art. 99 Abs. 2 MStP).
Die Unabhängigkeit der Militärjustiz ist gewährleistet (Art. 1 MStP). Die Organe der Militärjustiz sind ausschliesslich dem Recht verpflichtet. Weisungen (oder Einflussnahmen anderer Art) – etwa politischer Organe oder militärischer Stellen – sind unzulässig und somit unbeachtlich. Damit vereinbar ist Art. 7 Abs. 2 MStV, wonach die Angehörigen der Militärjustiz (für eigene strafbare Handlungen) der Disziplinarstrafgewalt des Oberauditors unterstehen.
Die Angehörigen der Militärjustiz leisten den Dienst – vom Oberauditor zu genehmigende Ausnahmen vorbehalten – in Uniform (Art. 6 MStV). Die Kragenspiegel und die Rangschlaufen der Angehörigen der Militärjustiz sind violett. Das Beret ist dagegen in schwarzer Farbe gehalten. Die Angehörigen der Militärjustiz sind mit der Pistole ausgerüstet.
Die Rechtshilfe zwischen den Militärgerichten (oder zu zivilen Strafbehörden) ist gewährleistet (Art. 18 MStP). Ebenso ist die Zusammenarbeit mit den Organen der Militärischen Sicherheit oder der zivilen Polizei sichergestellt. Falls nötig, werden weitere Stellen beigezogen, beispielsweise rechtsmedizinische Experten.
Im Gegensatz zu den zivilen StPO, welche die Erledigung einer Strafsache mit Strafmandat ohne Befragung erlauben, können die Organe der Militärjustiz keine Strafe aussprechen, ohne dass zuvor eine Voruntersuchung (inklusive Einvernahme) durchgeführt wurde.
Der Militärstrafprozess sieht ein ausbautes Rechtsmittelsystem vor. So ist beispielsweise die Appellation gemäss Art. 172 Abs. 1 MStP zulässig gegen Urteile der Militärgerichte mit Ausnahme der Abwesenheitsurteile. Die letzteren Urteile unterliegen (neben der Kassationsbeschwerde) der Wiederaufnahme nach Eröffnung des Urteils auf Gesuch hin.
Die Militärgerichte tagen – unabhängig von der Zuständigkeit – in Räumlichkeiten der kantonalen Zivilgerichte, welche der jeweilige Gerichtspräsident festlegt. Die Militärjustiz verfügt über keinen festen Sitz und keine zugewiesene Gebäude oder Gerichtssäle.

## Kritik und Abschaffungsversuche
Die Militärjustiz ist politisch umstritten. Regelmässig wird vor allem von Linksparteien die ersatzlose Abschaffung der Militärjustiz verlangt mit dem Argument, zivile Gerichte könnten über sämtliche Straftaten des MStG genauso gut urteilen.
Am 30. Januar 1921 wurde eine Initiative für die Aufhebung der Militärjustiz von Volk und Ständen abgelehnt.